# 两河口镇 (宕昌县)
两河口镇，是中华人民共和国甘肃省陇南市宕昌县下辖的一个乡镇级行政单位。
2016年，甘肃省民政厅批复同意撤销两河口乡，设立两河口镇。

## 行政区划
两河口镇下辖以下地区：
两河口村、清水子村、槽下村、麻地坪村、桃坪村、柯木道村、庙下村、王院村、羊古堆村、四方村、寨子村、化马村、新声村、罗湾村、石院村、街上村和山背村。